# جهش طوطی عشق رخ‌صورتی لوتینو

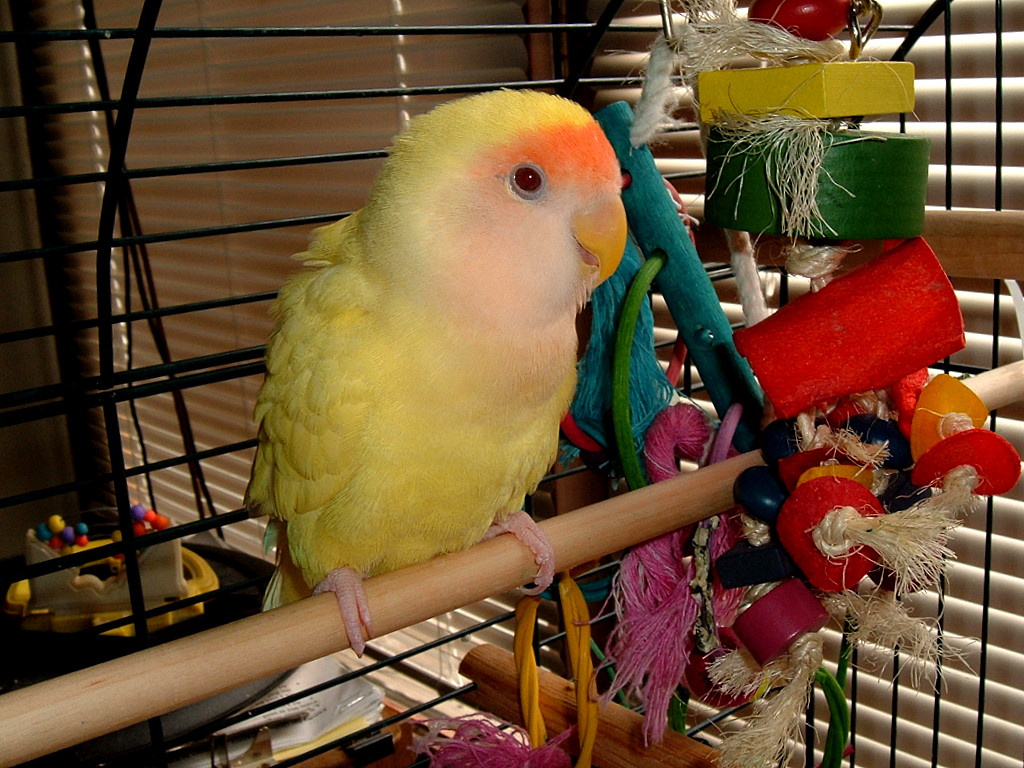
طوطی عشق لوتینو در قفس

طوطی عشق رخ‌صورتی لوتینو (نام علمی: Agapornis roseicollis) یکی از محبوب‌ترین جهش‌های طوطی عشق رخ‌صورتی است. محبوبیت آن پس از طوطی عشق آبی هلندی دنبال می‌شود.